# Richard Fitzwilliam
Richard Fitzwilliam, noto anche come Richard Fitzwilliam, settimo visconte di Meryon (1º agosto 1745 – Londra, 4 febbraio 1816) è stato un musicologo irlandese.

## Biografia

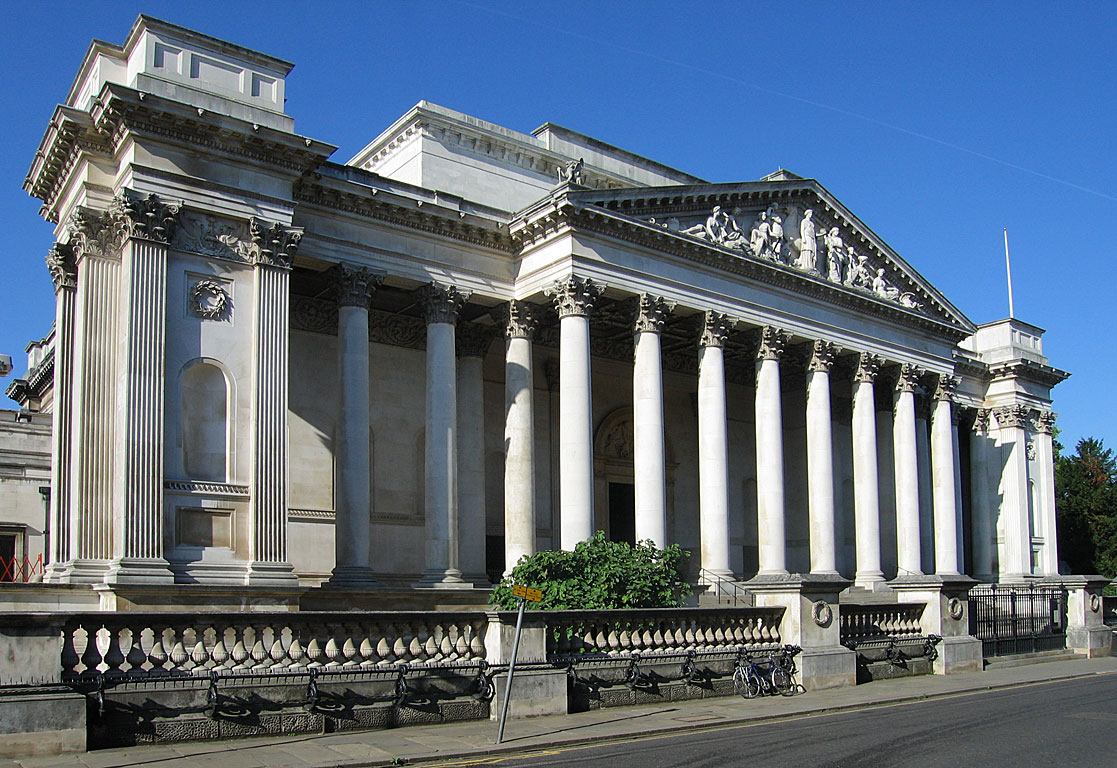
Il Fitzwilliam Museum di Cambridge, fondato su un lascito di Richard FitzWilliam alla sua morte.

Richard FitzWilliam fu battezzato il 22 agosto 1745. Era il figlio maggiore di Richard FitzWilliam, 6° visconte di Meyron, e di sua moglie Catherine Decker, figlia di sir Matthew Decker, 1° baronetto, un ricco mercante di origini olandesi. 
Fitzwilliam è stato educato al Trinity Hall (Cambridge), è stato nominato membro della Royal Society nel 1789 ed è stato eletto membro del Parlamento dal 1790 al 1806.
È stato un visconte irlandese, collezionista di opere di arte oltreché un benefattore; infatti ha donato all'Università di Cambridge la sua quotata biblioteca che comprendeva molte rarità artistiche, permettendo in tal modo la fondazione del Fitzwilliam Museum.
Il Fitzwilliam Virginal Book viene considerato la più esaustiva raccolta di manoscritti di musica inglese del XVII secolo, ed è attualmente conservata presso il Fitzwilliam Museum di Cambridge e contiene circa trecento composizioni racchiuse in 400 pagine.  
Tra gli autori rappresentati nel Fitzwilliam Virginal Book, annoveriamo: John Bull, William Byrd, William Tisdale, Orlando Gibbons, Giles Farnaby (del quale sono contenuti 51 dei suoi 52 pezzi conosciuti), Martin Peerson, Peter Philips e Jan Pieterszoon Sweelinck. Come molti manoscritti dell'epoca, i pezzi non erano scritti per uno strumento specifico, e molti hanno una buona resa su tutti gli strumenti dell'epoca, quali il virginale, il clavicembalo, il clavicordo e l'organo da camera. 
Tra le sue attività benemerite e filantropiche, è da annoverare lo sviluppo della parte meridionale di Dublino, secondo uno stile georgiano, comprendente una nuova chiesa cattolica, costruita nel 1812 e denominata Chiesa dell'Assunzione, il particolare design di Fitzwilliam Square (1789), un atto per racchiudere il centro di Merrion Square nel 1791.